# 자비네 바우
자비네 크리스티네 바우(독일어: Sabine Christiane Bau, 1969년 7월 19일~)는 독일의 전직 펜싱 선수로 주 종목은 플뢰레이다. 1988년부터 2000년까지 올림픽에 4회 참가하여 금메달 1개와 은메달 2개, 동메달 2개를 획득했다. 또한 세계 선수권 대회에서 금메달 4개, 은메달 4개, 동메달 5개를 획득했다.